# 石川県道195号倉部金沢線
石川県道195号倉部金沢線（いしかわけんどう195ごう くらべかなざわせん）は、石川県白山市と同県金沢市とを結ぶ一般県道（石川県道）である。

## 路線概要
- 起点：石川県白山市倉部町959番1地先（＝倉部町交差点・石川県道25号金沢美川小松線交点、石川県道186号倉部成線起点）
- 終点：石川県金沢市米泉一丁目71番1地先（＝横川交差点・国道157号（国道305号重複）交点、石川県道194号宮永横川町線終点、石川県道146号金沢停車場南線終点）

起点は白山市松任地区北部。起点より東へ進み、白山市中新保町と金沢市福増町の市境で石川県道8号松任宇ノ気線と接続、重複して250mほど北上、福増町南交差点で石川県道8号松任宇ノ気線から離れ、東に折れる。上安原交差点で南東に折れ、北陸自動車道をくぐった後、東から南へとカーブし、矢木町交差点で東に折れる。御経塚北交差点で国道8号と交差後、さらに東へ進む。なお、御経塚北交差点を含む前後117mは野々市市を通過している。金沢市立西南部中学校前を経て、IRいしかわ鉄道線の太郎田踏切を渡る。石川県道106号野々市西金沢停車場線と重複し、北陸鉄道石川線を太郎田踏切で渡り、300m程重複しながら東へ進む。石川県道106号野々市西金沢停車場線と分岐後もさらに東へ進み、泉本町交差点で石川県道146号金沢停車場南線と接続。石川県道146号金沢停車場南線と重複して南下し、終点に至る。

## 歴史
- 1960年（昭和35年）10月15日：路線認定。のちに、石川広域農道の野本交差点から宮永交差点の区間も路線認定。

## 接続道路
- 石川県道25号金沢美川小松線、石川県道186号倉部成線（白山市倉部町・倉部町交差点：起点）
- 石川県道8号松任宇ノ気線（白山市中新保町、金沢市福増町・福増町南交差点）
- 石川県道196号上安原昭和町線（金沢市上安原町・上安原町交差点）
- 国道8号（野々市市御経塚町・御経塚北交差点）
- 石川県道197号寺中西金沢線（金沢市西金沢）
- 石川県道106号野々市西金沢停車場線（金沢市西金沢1丁目・同市米泉町7丁目）
- 石川県道146号金沢停車場南線（金沢市泉本町7丁目・泉本町交差点）
- 国道157号（国道305号重複）、石川県道194号宮永横川町線（金沢市米泉町1丁目・横川交差点）

## 重複区間
- 石川県道8号松任宇ノ気線（白山市中新保町 - 金沢市福増町・福増町南交差点）
- 石川県道106号野々市西金沢停車場線（金沢市西金沢1丁目 - 同市米泉町7丁目）
- 石川県道146号金沢停車場南線（金沢市泉本町7丁目・泉本町交差点 - 同市米泉町1丁目・横川交差点）

## 通過する自治体
- 石川県
  - 白山市 - 金沢市 - 野々市市 - 金沢市

## 周辺
- 白山市立旭丘小学校
- 北陸自動車道 松任バスストップ
- 北陸電力 安原変電所
- 金沢トラックターミナル
- 金沢市立三和小学校
- NTT西日本 金沢西電話交換所
- ケーズデンキ 金沢本店
- 金沢市立西南部中学校
- 金沢西警察署 西金沢交番
- 天狗中田産業 本社・工場
- どんたく 西金沢店
- 木呂川
- 羽二重豆腐 本社・工場
- 加賀製紙 本社・工場
- IRいしかわ鉄道線 西金沢駅
- 北陸鉄道石川線 新西金沢駅
- 金沢製粉 本社・工場
- 伏見川
- 北陸鉄道石川線 西泉駅
- ジャンボボール
- 農林水産省 金沢政府倉庫
- 金沢高等学校
- ラパーク金沢 - MEGAドン.キホーテ ラパーク金沢店
- 石川県立金沢伏見高等学校
- ホリデイスポーツクラブ金沢
- 金沢中警察署 伏見橋交番
- 金沢市立米泉小学校
- 北陸電力 西金沢変電所
- 柴舟小出 本社・工場